# Heľpa
Heľpa je obec na Slovensku, ležící v Nízkých Tatrách v okrese Brezno.

## Poloha

### Části obce
Vyšný koniec, Teplica, Vršok, Burovaná, Pľac, Ku Stanici, Pod Pustinou

### Vodní toky
Místem protéká druhá největší slovenská řeka – Hron.

## Historie
Nejstarší písemná zmínka o existenci obce pochází z roku 1549. Během druhé světové války navazovali místní kontakty se sovětskými partyzány. Po vypuknutí SNP byl v obci 1. září 1944 vytvořen Revoluční národní výbor. Organizoval brigády na kopání protitankových příkopů, budování zábran a v prostorách školy zřídil vojenskou nemocnici s operačním sálem.

## Rodáci
- Jozef Kemko (1887-1960) – lidový řezbář

## Zajímavosti
Obec je zmíněna v lidové písni To ta Heľpa.